# Ematurga pennata
Ematurga pennata är en fjärilsart som beskrevs av Giovanni Antonio Scopoli 1763. Ematurga pennata ingår i släktet Ematurga och familjen mätare. Inga underarter finns listade i Catalogue of Life.